# 후두융기

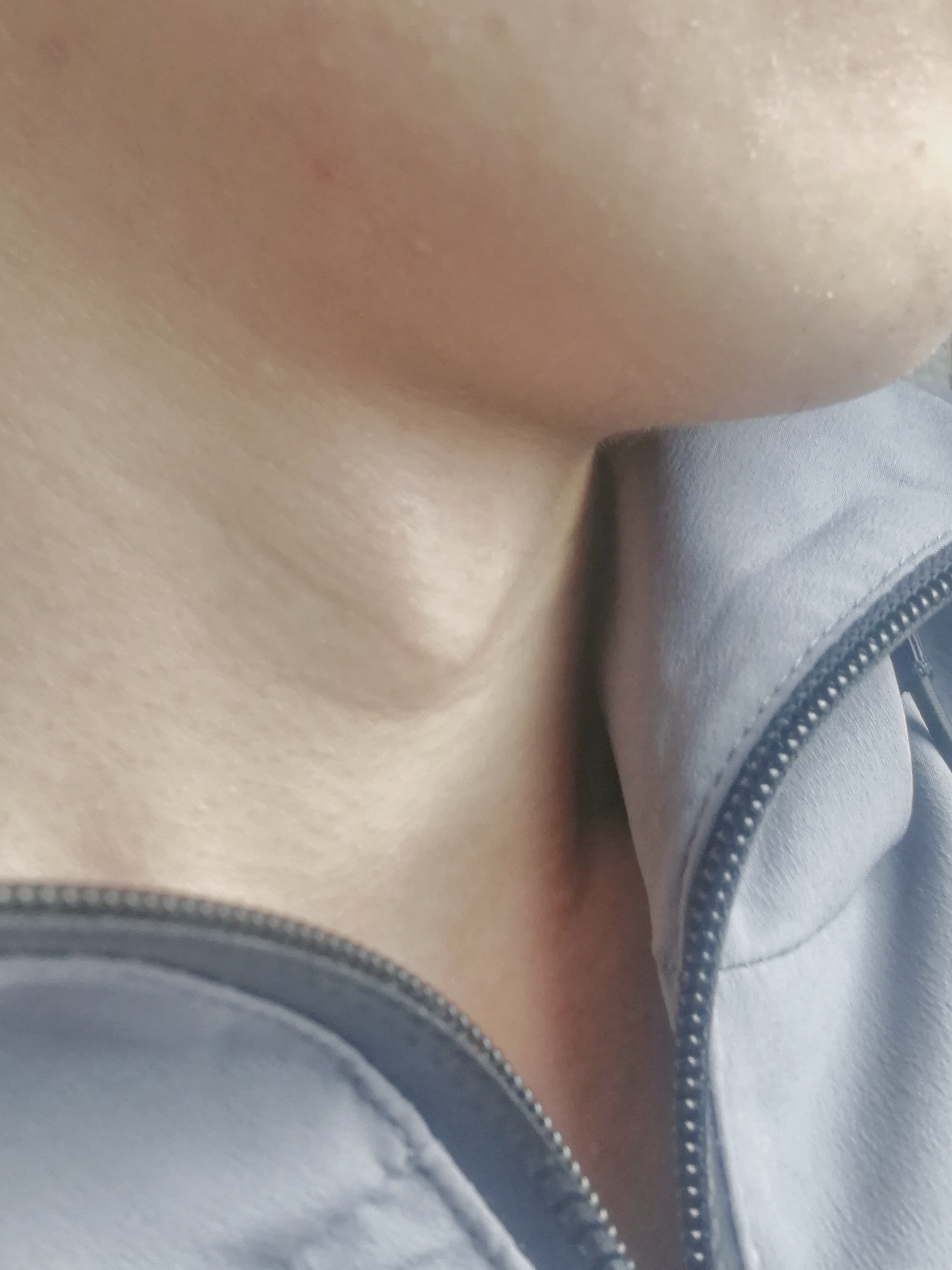
20대 남성의 후두융기.

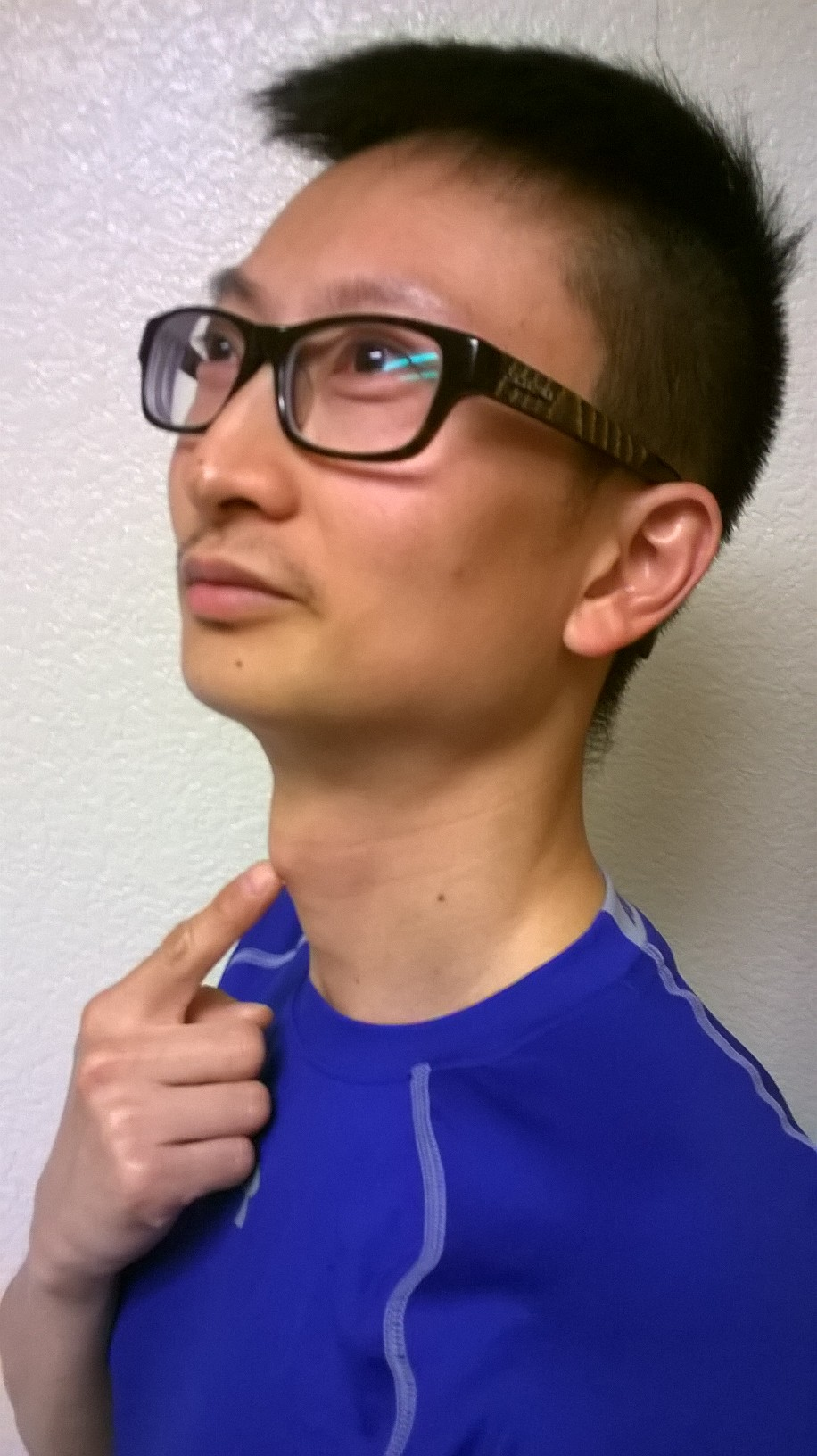
그의 후두융기를 가리키는 남자.

후두융기(喉頭隆起, laryngeal prominence) 또는 후두돌기(喉頭突起)는 남성의 목의 정면 중앙에 방패연골이 튀어나온 부분이다. 울대뼈라고도 부른다. 아담의 사과(Adam's apple)라고도 부르는데, 이는 창세기에서 선악을 알게 하는 나무의 열매를 아담이 먹다가 야훼에게 걸려서 벌을 받은 이야기에서 유래된 것이다.

## 개요
후두융기는 남녀 모두가 다 있고, 울대뼈의 크기가 남자가 많이 튀어나오기 때문에, 남성의 공통적인 특징으로 인식이 된다. 사춘기에 호르몬이 분비되면서 갑상 연골과 후두와 함께 성장하고, 후두융기는 주로 남성이 더 튀어나오고 더 커진다. 개인에 따라서 후두융기가 갑자기 빠르게 발생할 수 있다. 갑상연골과 같이 형성되고, 후두를 보호하는데 도움이 되는 신체 기관이다. 사춘기가 지나면서, 남자는 낮은 음성을 갖게 된다.

## 같이 보기
- 목뿔뼈